# Municipio di Portogruaro
Il Palazzo Municipale di Portogruaro è un edificio in stile gotico risalente al 1265.

## Struttura
Realizzato in mattoni faccia a vista è stato costruito in due fasi. La parte più antica è quella centrale; è probabile che risalga al 1265, come riportato dallo storico portogruarese Antonio Zibaldi.
La parte aggiuntiva è quella costituita dalle ali laterali che furono aggiunte intorno al 1512 e sono perfettamente intonate al corpo centrale della struttura.
Le eleganti finestre, con i vetri piombati alla veneziana, sono state ripristinate nel 1993-1994.
Una scala in pietra d'Istria, con parapetto e poggiolo costituiti da colonnine alternate a piastrini, risalentee al XV secolo, porta al piano superiore, dove si trova il portone d'ingresso, sopra al quale vi è lo stemma comunale in pietra, affiancato da due stemmi della nobile famiglia veneziana Tron.
Alla facciata sono stati addossati nel 1908 sei "testoni" in pietra d'Istria, del Seicento, la cui provenienza è ignota.
Il locale al piano terra, chiamato Sala delle colonne per la presenza di robusti pilastri in muratura e di colonne in pietra, ospitò nell'ala sinistra, per quasi quattro secoli la carceri cittadine. Nel fondo della sala, protetto in una vetrina, c'è l'araldo della città di Portogruaro a cavallo. L'eleganza delle vesti, in seta e broccato, e della bardatura del cavallo, fanno ritenere che fosse un costume da parata.

## Opere d'arte
Il municipio custodisce anche tre dipinti importanti del portogruarese Luigi Russolo: Impressionismo di un bombardamento del 1926, un Autoritratto del 1945 e Tre pini del 1944; sul retro del quale, nel corso di un restauro effettuato nel 2005, è stato messo in luce un dipinto risalente al 1913: Linee forza della folgore.
Da segnalare infine un dipinto del XVII secolo, raffigurante la Madonna con Bambino che protegge la Città di Portogruaro.